# Атлантические Пиренеи
Атланти́ческие Пирене́и (фр. Pyrénées-Atlantiques, бывшие Basses-Pyrénées — Нижние Пиренеи, баск. Pirinio Atlantikoak, окс. Pirenèus Atlantics) — департамент на юго-западе Франции, один из департаментов региона Новая Аквитания. Порядковый номер — 64. Административный центр — По, крупнейшие города — Байонна, Биарриц, Англет. Население — 674 908 человек (36-е место среди департаментов, данные 2010 года).

## География
Площадь территории — 7645 км². Департамент, расположенный в пределах горной системы Пиренеев, имеет на западе выход к Атлантическому океану. Через департамент протекают реки Адур, Бидассоа, Нивель, Уабиа и др.
Департамент включает 3 округа, 52 кантона и 547 коммун. На границе с Испанией стоит самый южный город Франции — Андай.

## История
Нижние Пиренеи — один из первых 83 департаментов, созданных в марте 1790 года, в ходе якобинской Административной реформы, уничтожившей исторические провинции. Департамент находится на территории бывших провинций Гиень, Гасконь и Беарн, включает Лапурди и другие исторические районы Северной Страны Басков. В октябре 1969 года Нижние Пиренеи были переименованы в Пиренеи Атлантические.